# Rodrigo Souto
Rodrigo Ribeiro Souto, mais conhecido apenas como Rodrigo Souto (Rio de Janeiro, 9 de setembro de 1983) é um ex-futebolista brasileiro que atuava como volante.
Ganhou um título estadual em cada clube que atuou: carioca de 2003 pelo Vasco, paranaense de 2005 pelo Atlético-PR, catarinense de 2006 pelo Figueirense e Paulista de 2007 pelo Santos. 
É irmão do futebolista Sidney Ribeiro Souto, que pratica futebol de areia.

## Carreira
Revelado pelo São Cristóvão, Rodrigo Souto chamou atenção do Vasco da Gama após um amistoso contra seu clube revelado e foi contratado em 2001. Atuou profissionalmente pelo clube entre 2002 e 2004.
Com a Seleção Brasileira Sub-20, venceu o Torneio de Toulon em 2002.
Passou pelo Atlético-PR em 2005 e se destacou pelo Figueirense em 2006.

### Santos
Chegou ao Santos em 2007, onde formou uma sólida dupla com Maldonado e foi campeão paulista, além de ajudar na classificação da equipe à Copa Libertadores de 2008 com o vice-campeonato brasileiro de 2007.
Foi flagrado no exame antidoping por uso de cocaína, na partida em que o Santos foi derrotado por 2 x 1 para o San José, na Bolívia, jogo este válido pela Copa Libertadores da América de 2008. Esteve suspenso pela FIFA, incialmente por um período de 2 anos, mas a pena foi reduzida pois seu caso foi para a Corte Arbitral do Esporte.
Ainda em 2008, foi o principal destaque na partida vitória de 3x0 do Santos sobre o Figueirense, que salvou o clube da baixada santista do rebaixamento do Campeonato Brasileiro.
Com grandes qualidades dentro de campo, o jogador chegou a ser cotado para defender a Seleção Brasileira em 2008 e caiu nas graças da torcida santista por suas belas atuações em campo. Em 2009, foi sondado pelo PSG, mas o negócio não se concretizou.

### São Paulo
Em 19 de janeiro de 2010, devido a política de teto salarial da nova presidência do Santos, acabou sendo negociado com São Paulo. Para que isso acontecesse, ele rescindiu o vínculo que tinha com o Peixe até o final de dezembro de 2010. Em troca do meio-campista Arouca, que foi para o alvinegro praiano por empréstimo até 31 de dezembro do mesmo ano.
Quando ainda jogava pelo Tricolor, ele era visto pela diretoria do clube paulistano como um jogador experiente, com personalidade e espírito de liderança, perfil amplamente procurado pelo clube do Morumbi na época. Outra característica sua buscada foi o jogo aéreo, muito importante na Copa Libertadores.
Ficou no clube até julho de 2011, acertando com o Jubilo Iwata a partir do segundo semestre. Disputou 73 partidas e marcou 3 gols pelo São Paulo.

### Náutico
No dia 19 de fevereiro de 2013, acertou com o Náutico.

### Figueirense
Em setembro de 2013, Rodrigo assinou com Figueirense onde passou uma das suas melhores fases no futebol.

### Botafogo
Em janeiro de 2014, após boa passagem pelo Figueirense, acertou com o Botafogo, onde disputou o Brasileiro. Ao final do campeonato, com o rebaixamento do clube, foi dispensado.

### Corinthians (beach soccer)
Em 2015, disputou o Mundialito de Clubes de Futebol de Areia pela equipe do Corinthians.

### Retorno aos gramados
Em janeiro de 2016, após 1 ano sem jogar, Rodrigo Souto acertou com o Penapolense para a disputa do Campeonato Paulista - Série A2.

### Fim de carreira
Seu último desafio foi pelo Olaria, onde só atuou em sete partidas na temporada.
Em setembro de 2018 após quase 20 anos de carreira, a trajetória de Rodrigo Souto no futebol chegou ao fim.

## Títulos
Vasco da Gama
- Campeonato Carioca de Futebol: 2003 (Campeão)

Santos
- Campeonato Paulista de Futebol: 2007 (Campeão)[5][21]
- Campeonato Brasileiro de Futebol: 2007 (Vice-campeão)[6]

Seleção Brasileira Sub-20
- Torneio Internacional de Toulon: 2002 (Campeão)